# Triaenodes cloe
Triaenodes cloe är en nattsländeart som först beskrevs av Hagen 1859.  Triaenodes cloe ingår i släktet Triaenodes och familjen långhornssländor. Inga underarter finns listade i Catalogue of Life.